# Valleroy-le-Sec
Valleroy-le-Sec ist eine französische Gemeinde im Département Vosges in der Region Grand Est (bis 2015 Lothringen). Sie gehört zum Kanton Vittel im Arrondissement Neufchâteau.

## Lage
Das Gemeindegebiet wird vom Flüsschen Petit Vair durchquert.
Die Gemeinde grenzt im Norden an Haréville, im Osten an Monthureux-le-Sec, im Süden an Thuillières und im Westen an Vittel.

## Bevölkerungsentwicklung
| Jahr      | 1962 | 1968 | 1975 | 1982 | 1990 | 1999 | 2008 | 2019 |
| --------- | ---- | ---- | ---- | ---- | ---- | ---- | ---- | ---- |
| Einwohner | 160  | 137  | 180  | 167  | 204  | 189  | 168  | 178  |

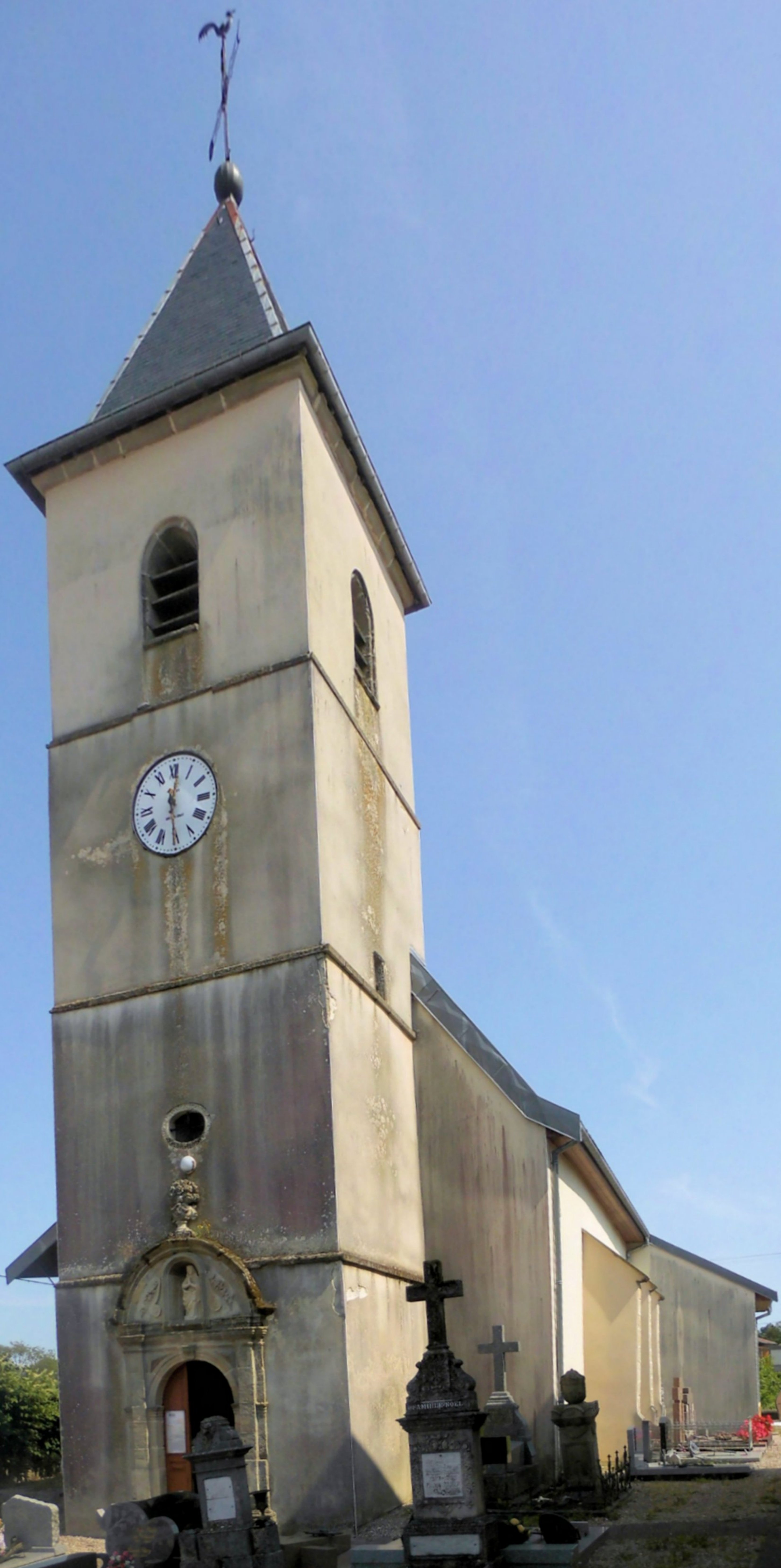
Kirche Saint-Jean-Baptiste
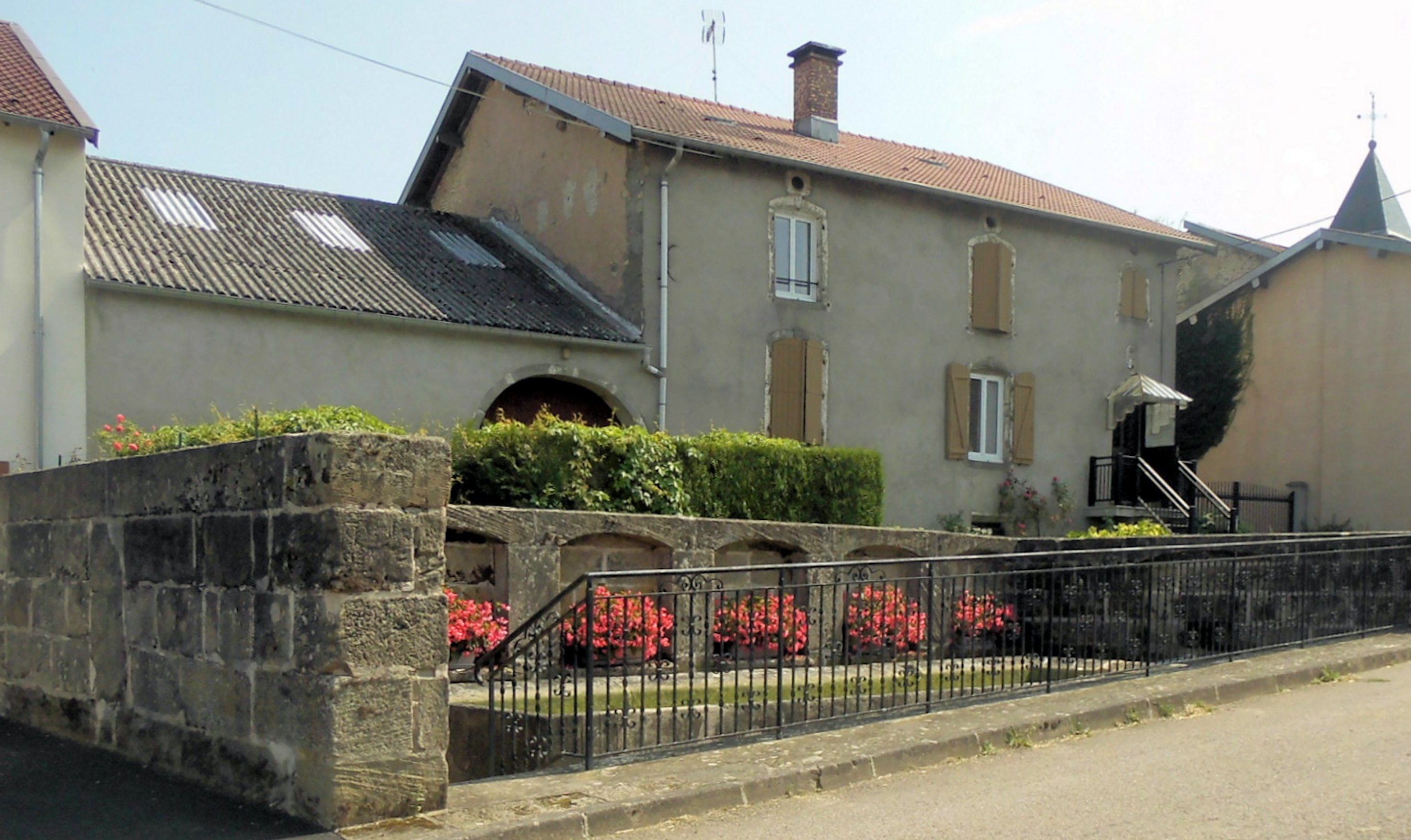
Brunnen, ehemaliger Waschplatz und frühere Viehtränke
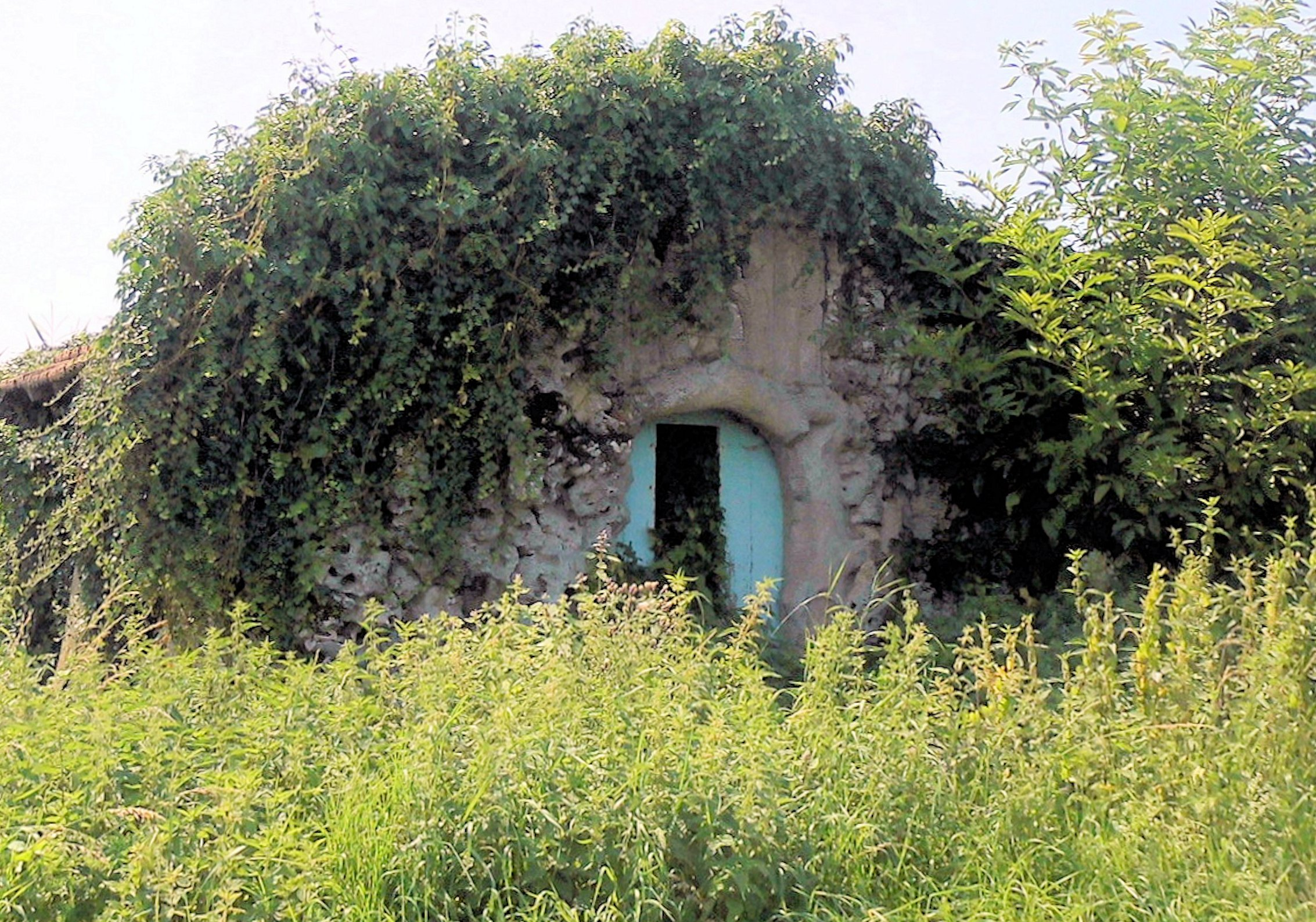
Reste der Kapelle an der Rue de Monthureux